# 2e régiment d'infanterie de marine
Pour les articles homonymes, voir 2e régiment.
Le 2e régiment d'infanterie de marine (2e RIMa) est une unité de l'Armée de terre française. Seul à porter 16 noms de faits d'armes sur son drapeau, il est l'un des « quatre vieux » régiments des troupes de marine, avec les 1er, 3e et 4e régiments d'infanterie de marine. Ces unités ont constitué, avec le 1er régiment d'artillerie de marine et le 2e régiment d'artillerie de marine, la fameuse division Bleue.

## Création et différentes dénominations
- 1622 : création par le cardinal de Richelieu des Compagnies ordinaires de la Mer.
- 1822 : ordonnance du Roi prescrivant la formation de deux Régiments d'Infanterie de la Marine.
- L'ordonnance du roi Louis-Philippe Ier du 14 mai 1831 crée deux régiments d'infanterie affectés au service ordinaire des garnisons des colonies françaises (filiation directe et ininterrompue du 2e RIMa à partir de cette date et jusqu'à nos jours).
- 1870 - 2e Régiment de Marche d'Infanterie de Marine
- 1er mars 1890 : dédoublement : formation du 6e Régiment d'Infanterie de Marine.
- 1901-1942 : prend l'appellation de 2e Régiment d'Infanterie Coloniale, il est regroupé à Brest.
- 1945-1947 - 2e Régiment d'Infanterie Coloniale, ex-2e brigade française libre
- 1947 - 2e Bataillon d'Infanterie Coloniale
- 1947-1954 - Bataillon de marche du 2e RIC en Indochine, puis en Algérie.
- 1951-1955 - 2e Bataillon d'Infanterie Coloniale
- 1955-1958 - 2e Régiment d'Infanterie Coloniale
- 1958 - le 2e RIC redevient le 2e RIMa.
- Depuis le 21 janvier 1963 : la garnison est au Mans (caserne Chanzy) ; sa compagnie d'instruction est au camp d'Auvours - le Mans.
- Depuis 2000 : « Caserne Martin des Pallières ».

## Historique des garnisons, combats et batailles du2eRIMa
Entre 1822 et 2012, on compte environ 5 000 membres de ce régiment morts en service.

### Ancien Régime
Le 2e régiment d’infanterie de Marine possède une longue et riche histoire qui remonte aux compagnies de la mer créées par Richelieu en 1622. En 1622, le cardinal de Richelieu crée, sous la dénomination de Compagnies ordinaires de la mer, cent compagnies qui sont destinées à former les garnisons des bâtiments (vaisseaux de la marine). Quatre ans plus tard elles prendront le nom de « Régiment de la Marine ».
Filiation
De 1722 à 1821, l’existence des « Troupes de la Marine » sera constamment remise en cause et elles changeront fréquemment de nom :
- 1769 : Corps royal d'Artillerie et d'Infanterie de la Marine (organisé en 3 brigades).
- 1772 : Corps-royal de Marine (organisé en 8 régiments).
- 1774 : Corps royal d’Infanterie de la Marine (organisé 3 divisions et 100 compagnies de fusiliers).
- 1782 : Corps royal de la Marine (organisé en 100 compagnies de grenadiers et de fusiliers).
- 1786 : Corps-royal des Canonniers-matelots (organisé en 9 divisions qui intègrent les 3 compagnies de bombardiers recréées en 1774).
- 1792 : Le Corps des Canonniers-matelots est supprimé pour créer 4 régiments d'infanterie et 2 d'artillerie lesquels sont tous supprimés et transformés en bataillons de volontaires nationaux en 1794.
- 1795 : Corps d’Artillerie de la Marine (organisé en 7 demi-brigades).

### Guerres de la Révolution et de l'Empire
- 1813 : Campagne d'Allemagne
  - 16-19 octobre : Bataille de Leipzig
- 1814 : Campagne de France
  - 14 février 1814 : Bataille de Vauchamps

### 1815 à 1848
- 1823 : expédition d'Espagne ; campagne à Madagascar et en Amérique du Sud (1829).
- conquête des îles Marquises et des îles de la Société (1842-1847).

### Second Empire
- 1854 : Bomarsund Campagne franco-anglaise en mer Baltique.
- 31 août 1854 : Le 2e RIMa, stationné à Rochefort, s'installe à Brest.
- Guerre de Crimée.
- Campagne en Chine et en Indochine.
- Expédition du Mexique : siège de Puebla.
- Pacification en Extrême-Orient.
- 1869 : il est réparti entre Brest, la Cochinchine et la Guadeloupe
- Au 17 août 1870, le 2e régiment de marche d'infanterie de marine fait partie de l'Armée de Châlons.

Avec le 3e régiment de marche d'infanterie de marine du colonel Lecamus, le 2e sous les ordres du colonel Alleyron forme la 2e Brigade aux ordres du général Charles Martin des Pallières. Cette 2e Brigade avec la 1re Brigade du général Reboul, trois batteries de 4, deux batteries de 4 et une de mitrailleuses du régiment d'artillerie de marine, une compagnie du génie constituent la 3e Division d'Infanterie commandée par le général de division de Vassoigne. Cette division d'infanterie évolue au sein du 12e Corps d'Armée ayant pour commandant en chef le général de division Lebrun.
- 23 au 26 août 1870 - Marche vers l'est.
- 31 août 1870 - bataille de Bazeilles.
  - Pour la première fois, le 2e de Marine combat sur le sol de la patrie. Les 31 août et le 1er septembre 1870, engagé au sein de la « Division Bleue » le 2e RIMa se sacrifie à Bazeilles dans un combat héroïque contre les Prussiens, jusqu'à la « dernière cartouche ».

### 1870 à 1914
- Durant la Commune de Paris en 1871, le régiment participe avec l'armée versaillaise à la semaine sanglante.
- Opérations de la campagne du Soudan (1882).
- Expédition du Tonkin (1882-1883).
- Expédition à Formose et occupation des îles Pescadores (1884).
- À Tuyen-Quan : 600 hommes du régiment débloquent la garnison assiégée depuis 6 mois par 15 000 Chinois.
- Pacification de Madagascar (1885).
- Cochinchine (1886-1888).
- Première campagne du Dahomey (1889).
- Luttes contre les Boxers en Chine (1900).
- Les troupes coloniales deviennent une armée de métier, par la loi du 5 juillet 1900.
- Campagne du Maroc (1910).

### Première Guerre mondiale
- 1914 : toujours stationné à Brest, il fait partie de la 1re brigade coloniale de la 3e division d'infanterie coloniale.

Reconstitué plus de dix fois, ayant pendant 52 mois de luttes quotidiennes près de 20 000 hommes tués, blessés ou disparus, le 2e RIC a participé à toutes les grandes batailles du conflit. Le régiment reçoit 4 citations à l'ordre de l'Armée ainsi que la fourragère aux couleurs de la Médaille Militaire. Son emblème, qui fut enfoui à Villers-sur-Semois pendant la bataille de Rossignol le 22 août 1914, est retrouvé en 1918.

#### 1914
- Opérations des IIIe et IVe Armées :
- Bataille des Frontières,
- 22 août : Combats de Rossignol
- 24 août :  Saint-Vincent.
- 17-18 novembre : Offensives d'Argonne, Bois de la Gruerie

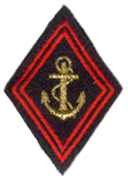
Insigne d'épaule modèle sous-officier : l'ancre de l'infanterie de marine.

#### 1915
- Juillet-août : Opérations en Argonne.
- 25 septembre-6 octobre : seconde bataille de Champagne, Moulin de Souain.

#### 1916
- - Juillet : Bataille de la Somme: Barleux, Belloy-en-Santerre.

#### 1917
- - Avril-mai : Le Chemin des Dames.
  - 25 octobre - 6 novembre : Verdun: Les Chambrettes.

#### 1918
- - 12-23 juillet : Mailly-Raineval.
  - 8 août : Les Éparges.
  - 7-10 novembre Hauts-de-Meuse.

### Entre-deux-guerres
En 1930 : le 2e RIC est en garnison à Brest.
En 1939 : Tripoli en Grande Syrie (aujourd'hui, au Liban).

### Seconde Guerre mondiale

#### Campagne de France
- Engagé dans la Bataille d'Amiens, le régiment est dissous en novembre 1940[réf. nécessaire].

#### Vichy
Le 2e régiment d'infanterie coloniale est recréé en 1940. Il fait partie de la 16e division militaire (Montpellier) de l'Armée d'armistice. Il disparait en novembre 1942.

#### 1945
Le 2e régiment d'infanterie coloniale est recréé le 15 mai 1945 à partir de la 2e brigade de la 1re division française libre. Son premier bataillon est formé à partir du bataillon de marche n° 4, son second à partir du bataillon de marche n° 5 et son troisième à partir du 22e bataillon de marche nord-africain.
La brigade est officiellement créée en Syrie en avril 1942. Elle compte notamment le bataillon de marche n° 3, qui s'était distingué avec la brigade française libre d'Orient à Kub-Kub (Érythrée) le 23 février 1941. La 2e brigade française libre, indépendante jusqu'en mai 1943, participe à la guerre du Désert, notamment à la bataille d'El Alamein. Elle est ensuite engagée dans la campagne de Tunisie, notamment à Takrouna le 11 mai 1943, puis dans la campagne d'Italie, prenant la ville de Pontecorvo en 1944. La brigade est ensuite engagée dans la Libération de la France, combattant de Toulon à Colmar. Elle termine la guerre dans les Alpes.
Le 25 mai 1945, le 2e régiment d'infanterie coloniale reçoit son drapeau, portant les faits d'armes de la 2e BFL. Le général de Gaulle fait compagnon de la Libération le 2e RIC, dont la fourragère reçoit également l'olive aux couleurs de la croix de guerre 1939-1945 le 7 août 1945[réf. souhaitée].

### De 1945 à nos jours
- Guerre d'Indochine où le 1er bataillon de marche se voit attribuer la croix de guerre des TOE avec palme. Le président de la République Monsieur Vincent Auriol remet la Légion d'honneur au drapeau le 14 juillet 1952.

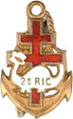
Insigne du 2e RIC.

- Algérie : le 2e RIC à trois bataillons est envoyé au complet en Algérie, secteurs de Khenchela, El Kantara et Batna (1954-1959), secteurs d'Orléans-Ville, vallée de la Soumman (1959-1962). Jusqu'au cessez-le-feu du 19 mars 1962
- Il s'implante dans la Sarthe en 1963 : une partie au Mans, une partie à Auvours.
- Le 2e RIMa participe depuis sa professionnalisation en 1978 à de nombreuses opérations qui se sont déroulées sur tous les continents. Le 2e de marine s'est illustré notamment au Tchad, en Mauritanie, au Liban, en ex-Yougoslavie, en Albanie, en Centrafrique, en Côte d'Ivoire, en Guyane, en Nouvelle-Calédonie, au Sénégal, au Kosovo, en Bosnie-Herzégovine, au Cameroun, en Macédoine, Afghanistan.

Au cours de la guerre du Golfe, le régiment a été cité à l'ordre de la brigade le 10 mai 1991, cette citation comporte la croix de guerre des TOE avec étoile de bronze. Ces opérations ont été toujours menées avec succès et vigueur sans avoir évité des blessures et la mort à quelques marsouins.
- Croatie : Il forme l'ossature du premier bataillon française de la Force de protection des Nations unies et il se déploie en République serbe de Krajina à partir d'avril 1992[5].
- Il est actuellement le dernier régiment français à armer et commander le bataillon franco-espagnol de la brigade Salamandre de Mostar. Sa mission est de récolter les armes encore détenues par les populations et faciliter la réorganisation des forces françaises dans la zone.

- 2003 et 2004 : Côte d'Ivoire : le régiment est déployé dans le sud-ouest de la République de Côte d'Ivoire où il assure le retour des réfugiés et repousse les bandes armées qui terrorisent la région. Au bout de deux mois la stabilité est de retour ! Le régiment est alors envoyé dans le centre du pays. Sa mission : assurer la neutralité de la zone de confiance, qui sépare les rebelles des forces loyalistes. Le régiment perd trois de ses marsouins lors du bombardement de Bouaké le 6 novembre 2004 (caporal/chef Falevalu, caporal Tilloy et le caporal Marzais)[6].
- Décembre 2004 : Gabon, le régiment, dans le cadre des missions Guépard, détache la 2eme Cie au 6 B.I.Ma , à la suite de troubles dus aux élections présidentielles.
- Janvier-Mai 2005 : Côte d'Ivoire, le régiment détache une section de la 3eme Cie avec le 1er R.I.Ma à Korhogo.

- Tchad en 2005, le régiment compose avec un escadron du 1er RIMa le groupement Terre des éléments Français basés au Tchad.

- En 2006, le 2e RIMa est engagé au Liban dans l'évacuation des ressortissants français et des populations en danger.

- 500 marsouins du 2e RIMa renforcé d’éléments d’autres régiments (infanterie, génie artillerie, cavalerie blindée et moyens aériens) forment officiellement le groupement tactique interarmes (GTIA ou battle group) Richelieu depuis le 25 novembre 2010. Ce groupement rejoint Surobi en Afghanistan quelques jours plus tard pour une mission de 6 mois. (Le 2e RIMa, renforcé par des artilleurs du 11eRAMa ainsi que 110 sapeurs du 6e R.G., des cavaliers du RICM, des petits compléments venus du 92e R.I. équipés de VBCI, un détachement du 132e bataillon cynophile puis du 3e RIMa) Mi-juin 2011, les marsouins seront relevés par le Battle group du 152e R.I.. Le 7 juillet 2011, devant la cathédrale du Mans le bataillon Richelieu sera dissous.

- Le régiment perd deux de ses marsouins. En Kapisa le 20 avril 2011 touchés par l'explosion d'une mine sur un VAB le caporal Alexandre Rivière est décédé sur place, trois autres ont des blessures sérieuses[7].

- Le 18 mai 2011 le Marsouin de 1re classe Cyril Louaisil est décédé, quatre autres ont des blessures à la suite d'une explosion accidentelle dans l'est de l'Afghanistan[8].

- Dans le cadre du plan de réorganisation de l'Armée de terre, le régiment appartient à la 9e brigade d'infanterie de marine de la 1re division depuis le 1er juillet 2016.

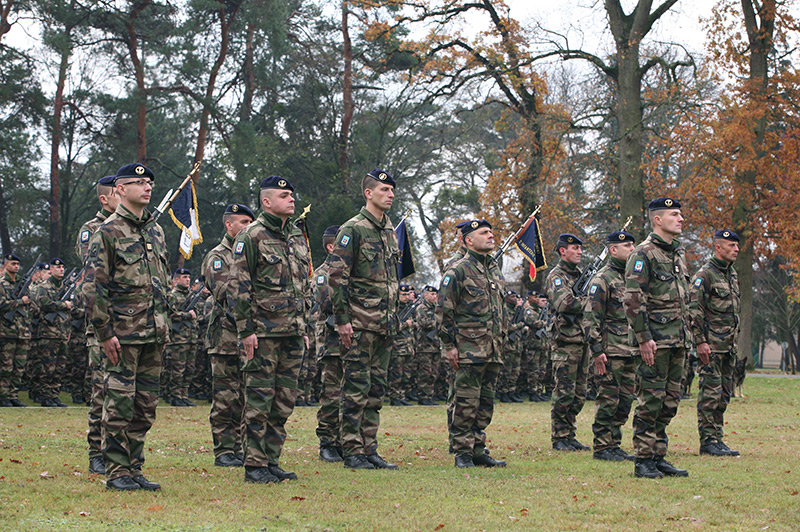
Cérémonie de la création du battle group richelieu du 2e régiment d'infanterie de marine avant son départ en Afghanistan.
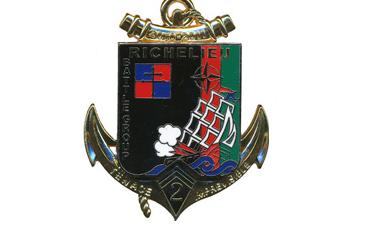
Insigne régimentaire du 2e R.I.Ma, GROUPEMENT TACTIQUE RICHELIEU 2010-2011.
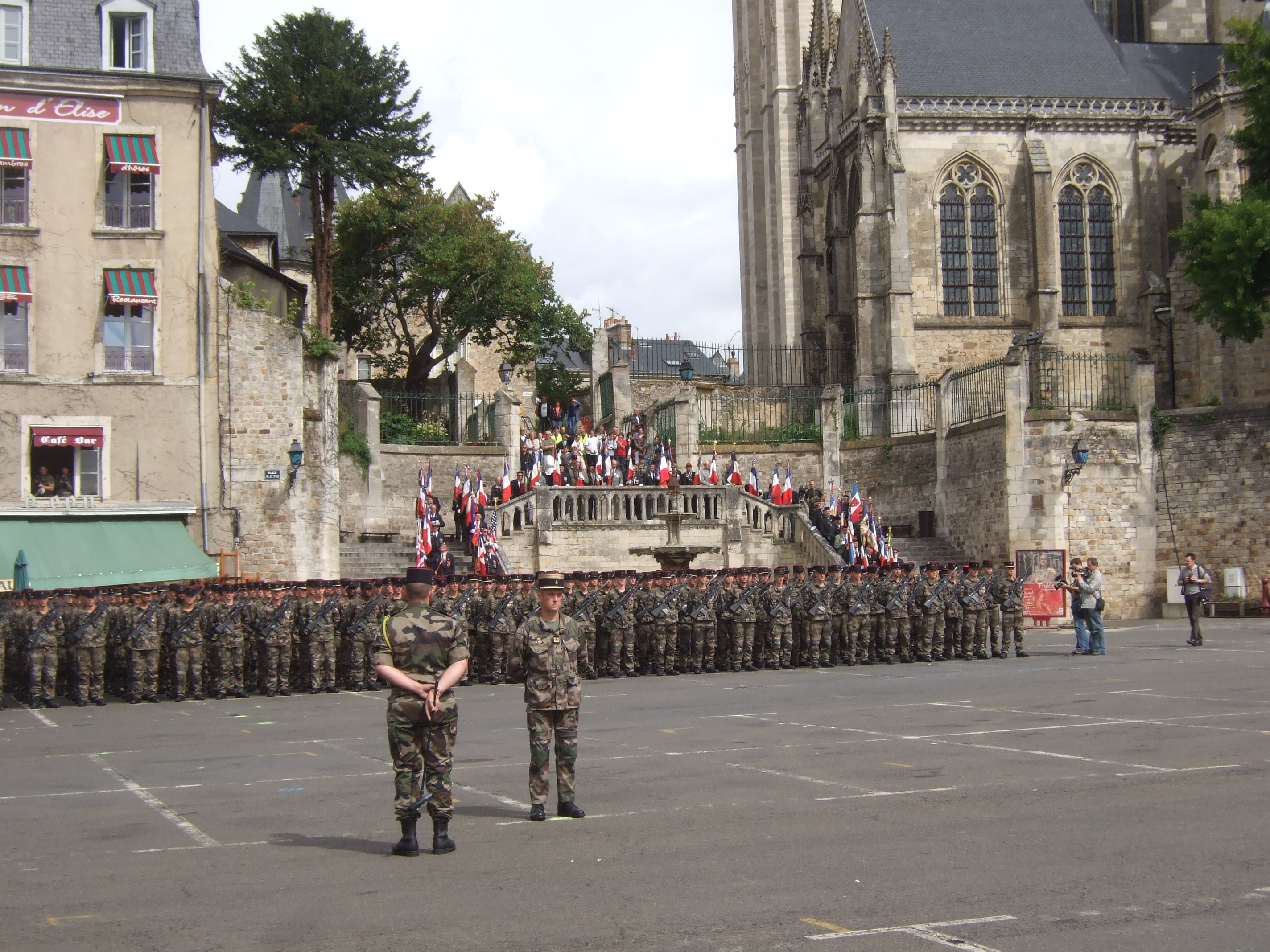
Cérémonie de la dissolution au Mans le 7 juillet 2011, du bataillon/groupement tactique Richelieu du 2e régiment d'infanterie de marine après son retour d'Afghanistan.
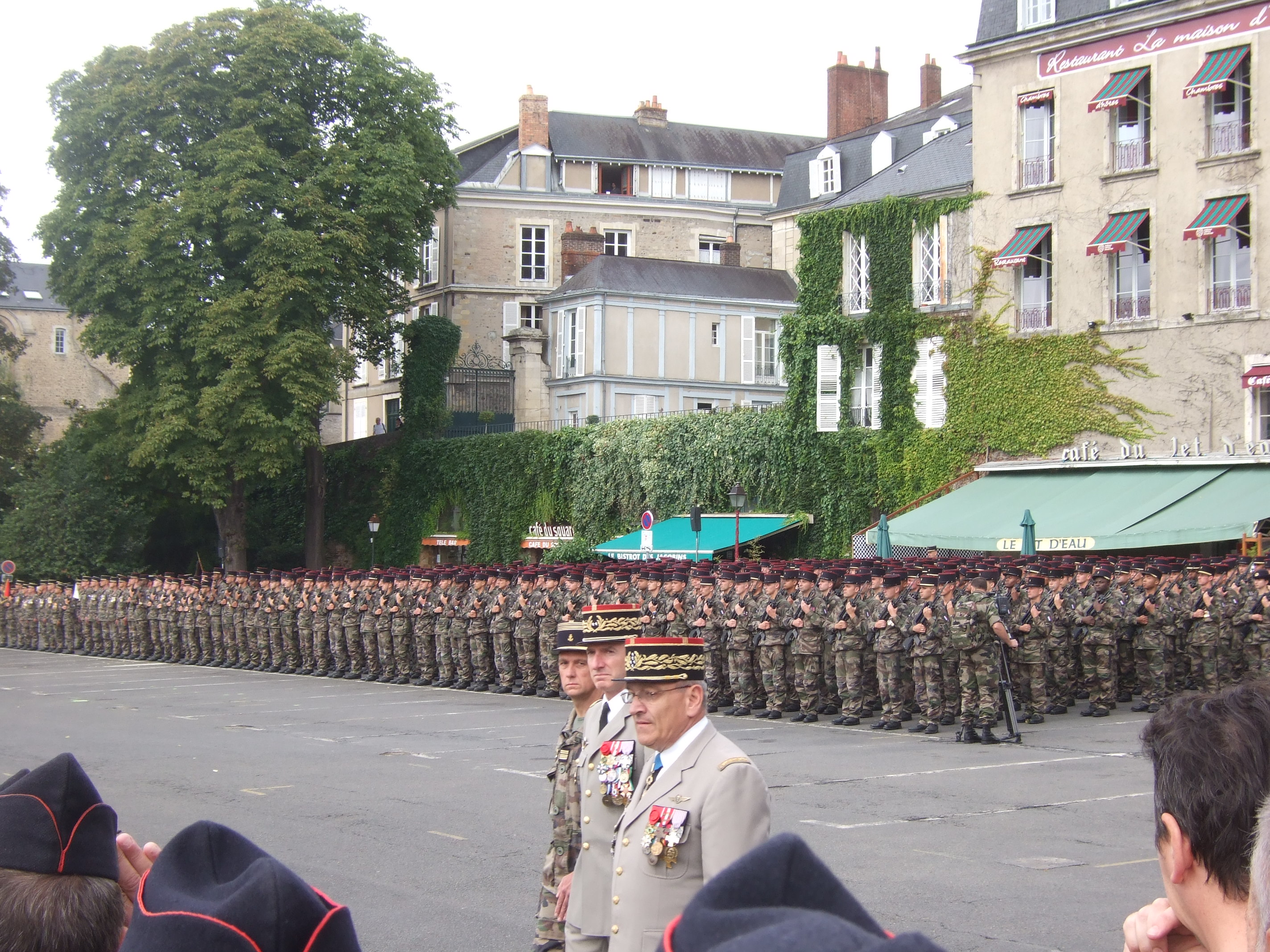
Suite de la dissolution du bataillon.
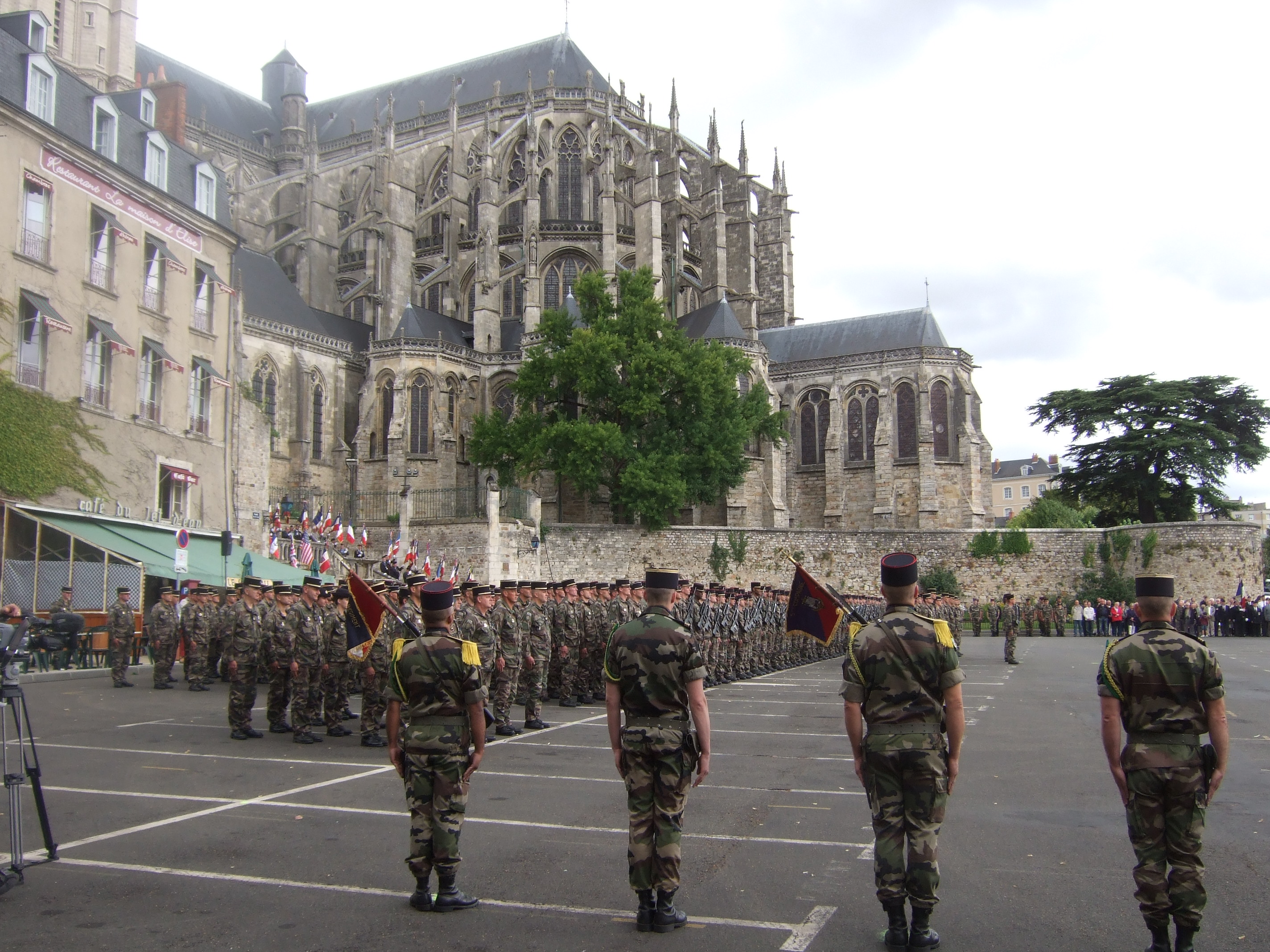
Suite de la dissolution du bataillon.
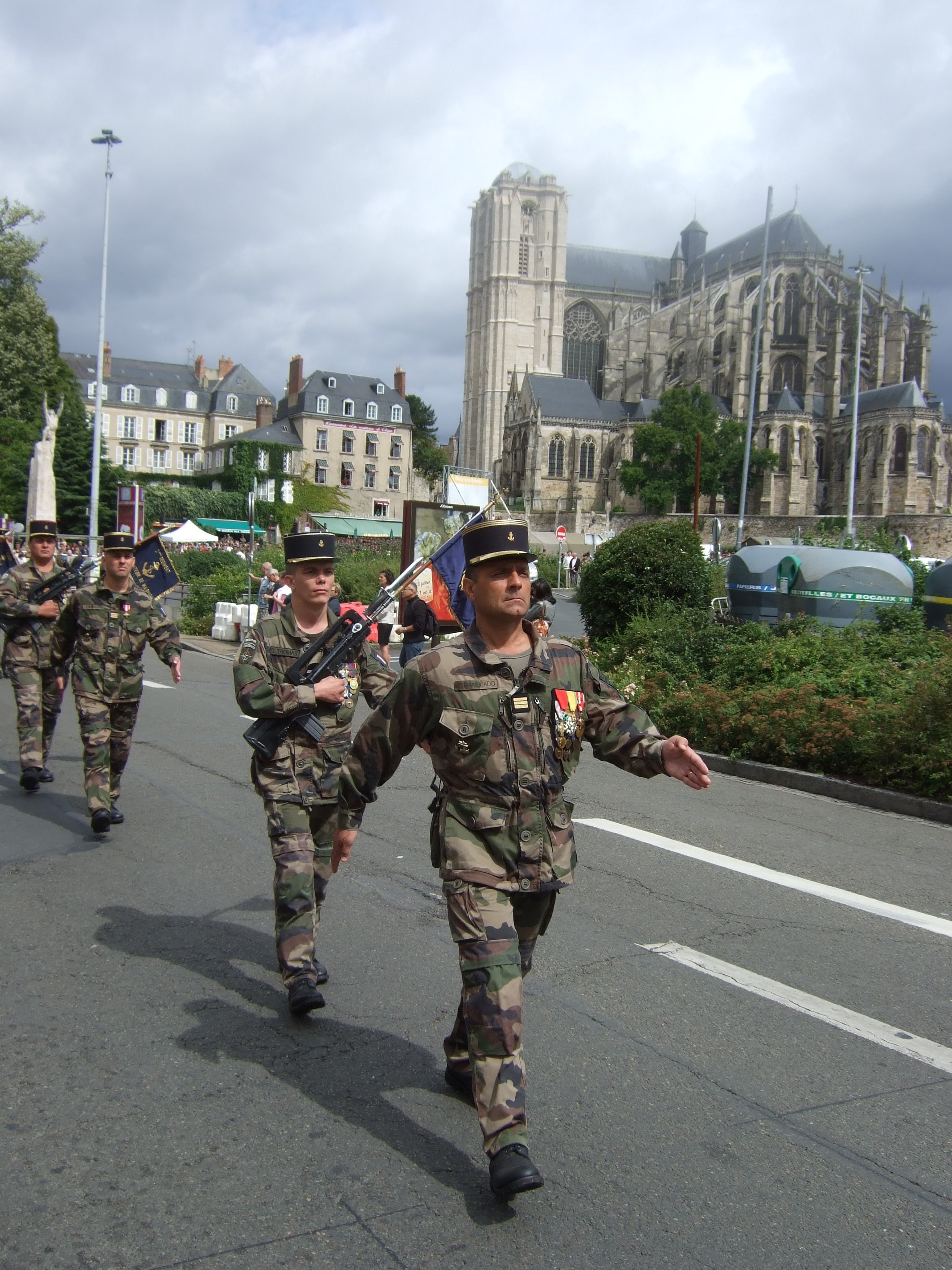
Suite de la dissolution du bataillon.
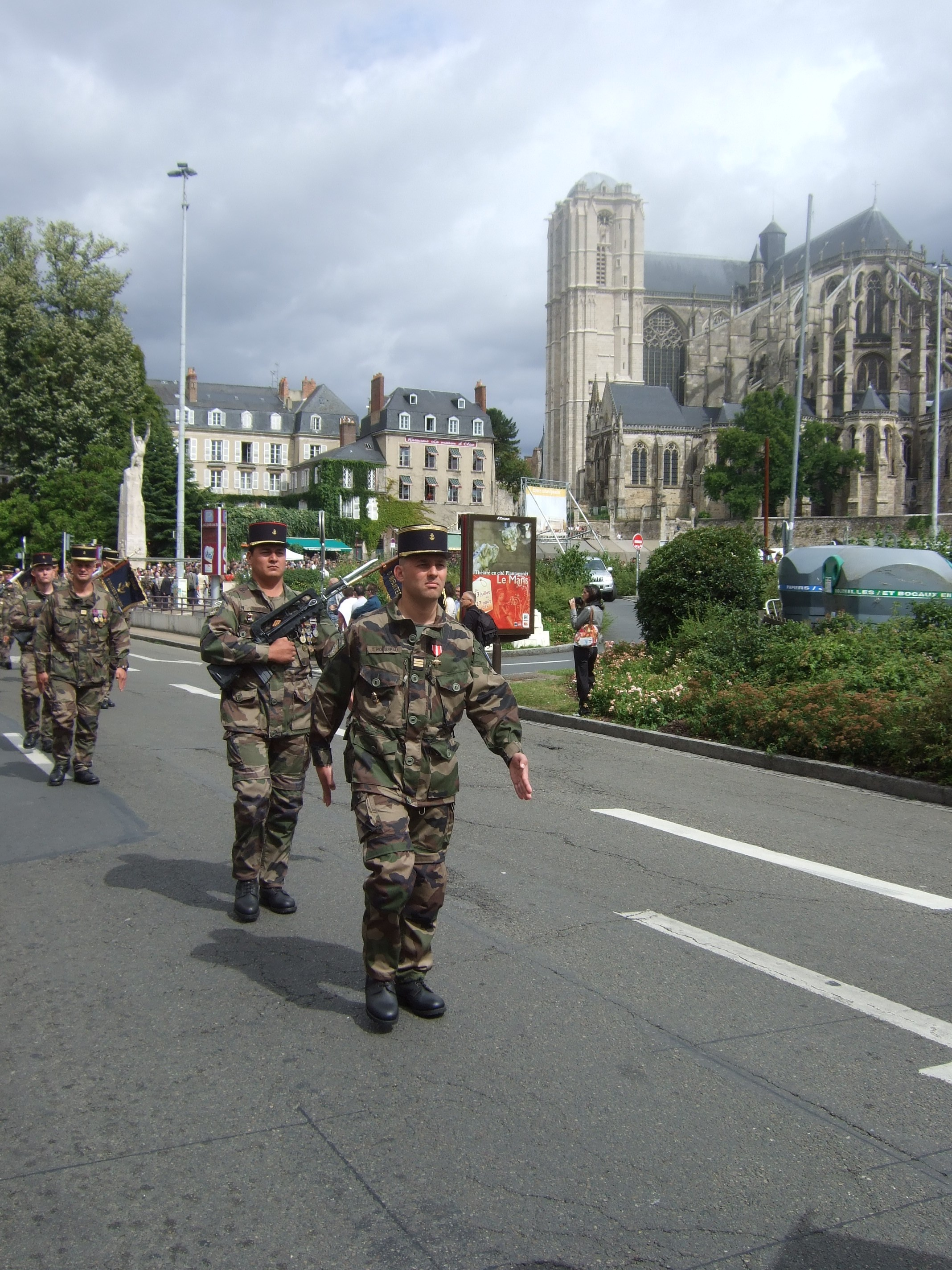
Suite de la dissolution du bataillon.
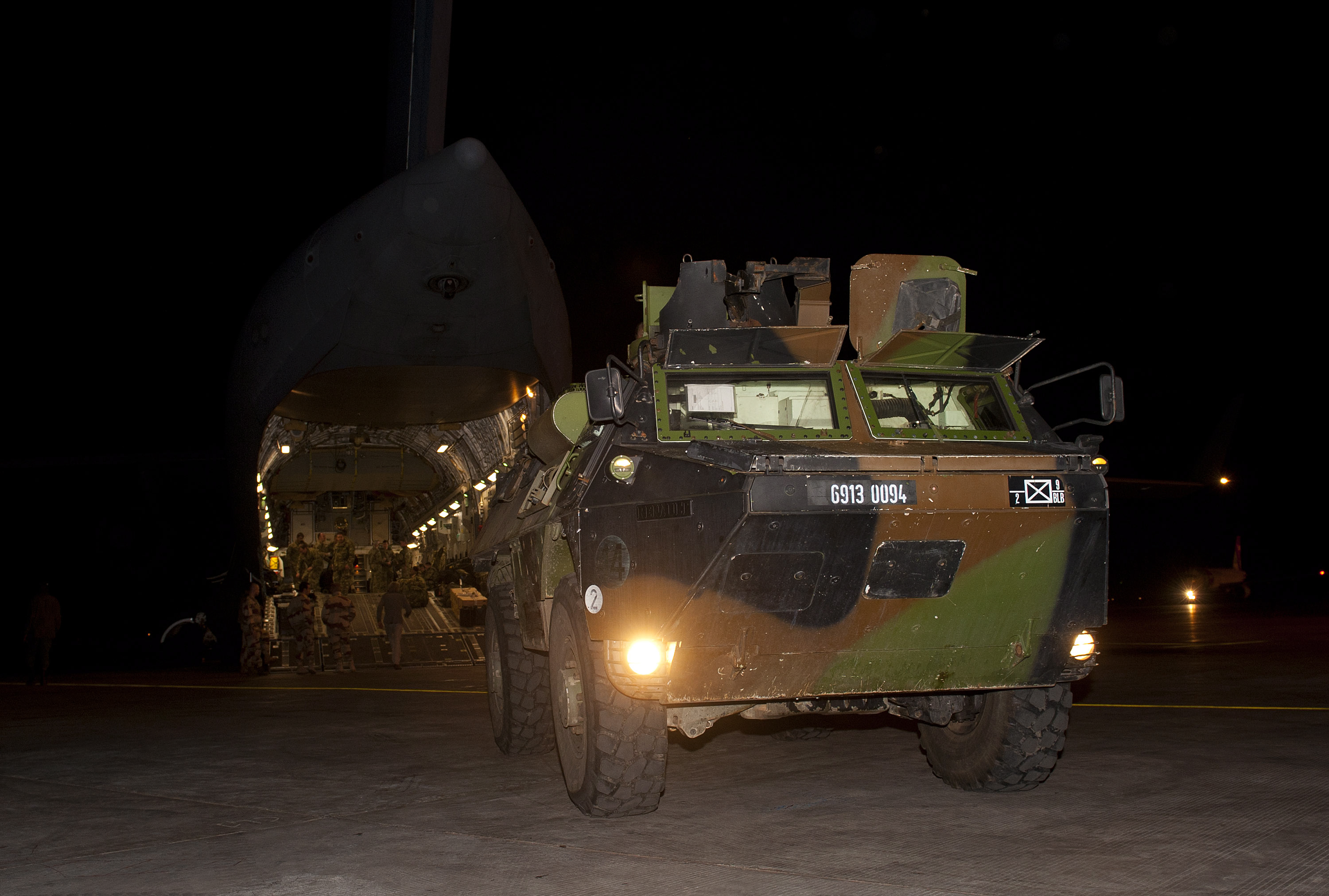
Un VAB du 2e régiment d'infanterie de marine embarquant à bord d'un C-17 de la Royal Air Force en partance pour le Mali en janvier 2013.

- 2013 : Mali, Opération Serval. Une unité du 2e RIMa intègre le 1er groupement tactique inter armée, il intervient avec des unités du 21e RIMa, du 1erRHP, du 3e RAMa, du 6e RG, du 3e RPIMa, du 1er REC et du CPA 20. Ils s'emparent de Tombouctou après un raid blindé par le Sud aux côtés de l'armée malienne le 28 janvier 2013.

À savoir que le chef de corps et l'état major du 21e RIMa sont déployés depuis le Tchad avec une compagnie d'infanterie (la CEA) et forment le 1erGroupement Tactique Inter Armée. Environ 150 marsouins du 2e RIMa sont engagés dans les combats dans le nord du Mali.

## Chefs de corps

### 2eRIMa
- 1830-1836 : lieutenant-colonel puis colonel Pierre Massot
- 1836-1837 : colonel André-Barthélemy L'Eleu de la Ville-aux-Bois
- 1837-1842 : colonel Chrétien Krausse
- 1842-1846 : colonel Jean-Baptiste-François Pascal
- 1846-1850 : colonel Joseph-Marie-Agnès-Jacques Law de Clapernou
- 1850-1853 : colonel Auguste-Lazare Laborel
- 1853 : colonel Jacques-Amédée-Philippe Fiéron
- 1853-1860 : colonel Prosper Bert
- 1860-1863 : colonel Agathon Hennique
- 1863-1868 : colonel Charles Martin des Pallières
- 1868-1869 : colonel François Valière
- 1869-1870 : colonel Jean-Louis Loubère
- 1870-1872 : colonel Louis-Eugène Alleyron
- 1872-1874 : colonel Jacques-Eugène-Barnabé Ruillier
- 1874 : colonel Jean-Pierre-Hubert Coquet
- 1874-1879 : colonel Jacques-Eugène-Barnabé Ruillier
- 1879-1881 : colonel Laurent
- 1881-1882 : colonel Charles Auguste Frédéric Bégin
- 1884 : colonel Martin Jean Abdon Reste
- 1885-1887 : colonel Emmanuel-François Dujardin
- 1887-1888 : colonel Henri-Nicolas Frey
- 2e RIMa

- 1910-1912 : colonel Lorho
- 1912-1913 : colonel Bertin
- 1913-1914 : colonel Poirrier
- 1914-1914 : colonel Gallois
- 1914-1914 : lieutenant-colonel Dudouis
- 1914-1915 : lieutenant-colonel Rueff
- 1915-1915 : lieutenant-colonel Morel
- 1915-1916 : lieutenant-colonel Monhoven
- 1916-1917 : colonel Mayer
- 1917-1919 : colonel Philippe
- 1919-1920 : colonel Mechet
- 1923-1926 : colonel Paulet
- 1926-1929 : colonel Lemoigne
- 1929-1931 : colonel Lovizit
- 1931-1933 : colonel Wendt
- 1933-1935 : colonel Scheidhauer [10]

- 1935-1936 : colonel Sarrade
- 1936-1938 : colonel Gosse
- 1938-1939 : colonel Fonferrier
- 1939-1940 : lieutenant-colonel de Negraval
- 1940-1942 : lieutenant-colonel Thoma
- 1941-1941 : lieutenant-colonel Genin
- 1941-1941 : général Cazaud
- 1942-1943 : colonel Alessandri
- 1943-1943 : colonel Brosset
- 1943-1944 : lieutenant-colonel Garbay
- 1944-1944 : lieutenant-colonel Gardet
- 1944-1944 : lieutenant-colonel Bavière
- 1945-1947 : colonel Gardet
- 1955-1956 : colonel Moreau
- 1956-1957 : colonel Copi
- 1957-1958 : lieutenant-colonel Robbaz
- 1958-1960 : colonel Cadoux
- 1960-1962 : lieutenant-colonel Charrier
- 1962-1963 : colonel Pechberty
- 1963-1965 : colonel Lagarde, futur chef d'état-major de l'Armée de Terre
- 1965-1967 : colonel Liegeon
- 1967-1969 : colonel Duvauchelle
- 1969-1971 : colonel Delayen
- 1971-1972 : colonel Georges Fricaud-Chagnaud
- 1972-1974 : colonel de Heaulme de Boutsocq
- 1974-1976 : colonel Bataille
- 1976-1978 : colonel Leromain
- 1978-1980 : colonel Pacaud
- 1980-1982 : colonel Suzini
- 1982-1984 : colonel Fevai
- 1984-1986 : colonel Lepichon
- 1986-1988 : colonel Petit
- 1988-1990 : colonel Loreyte
- 1990-1992 : colonel Meille
- 1992-1994 : colonel Rousseau
- 1994-1996 : colonel Thonier
- 1996-1998 : colonel Roisin
- 1998-2000 : colonel Renaud
- 2000-2002 : colonel Richard
- 2002-2004 : colonel Didier L'Hôte
- 2004-2006 : colonel Francis Bordachar
- 2006-2008 : colonel Christophe Launois
- 2008-2010 : colonel Régis Colcombet
- 2010-2012 : colonel Bruno Heluin
- 2012-2014 : colonel Christophe Paczka
- 2014-2016 : colonel Pascal Georgin
- 2016-2018 : colonel Pascal Ianni
- 2018-2020 : colonel Jean-François Calvez
- 2020-2022 : colonel Jean-Pierre Chanard
- 2022-2024 : colonel Thomas Rousseau
- 2024-2026 : colonel Pierre de Lassus Saint Geniès

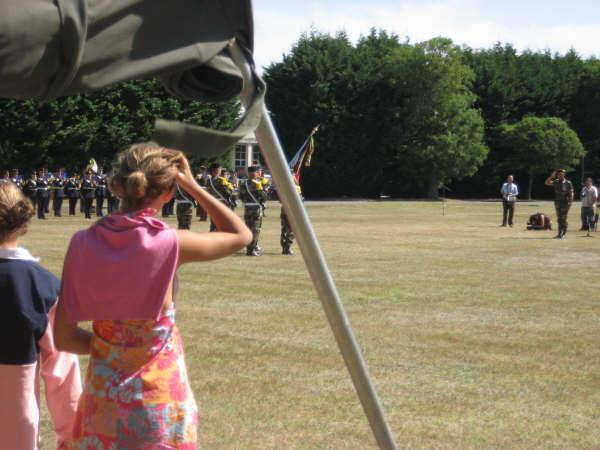
Garde du drapeau pour la passation de commandement du 2e de marine en juillet 2008.
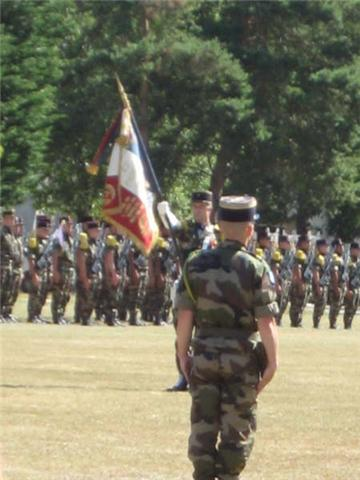
Colonel Christophe Launois devant le drapeau du 2e de marine.
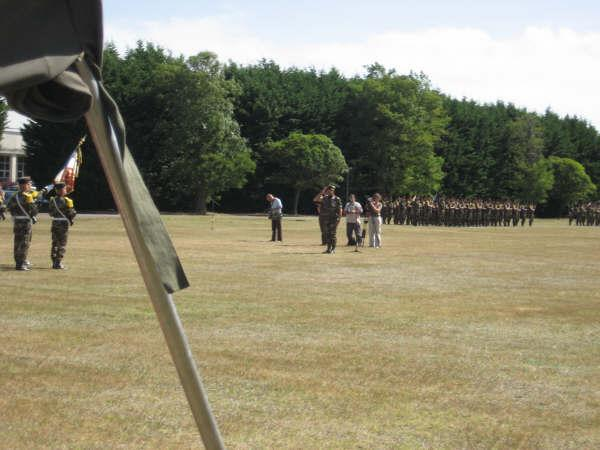
Colonel Régis Colcombet du 2e de marine.
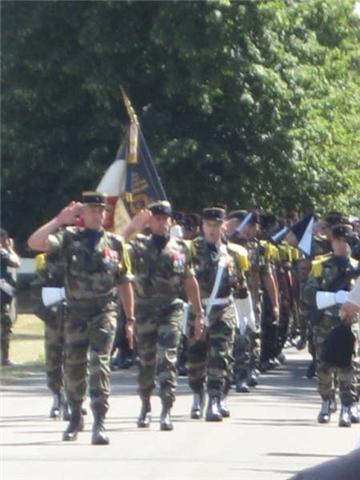
Défilé des compagnies du 2e de marine pour la passation de commandement.
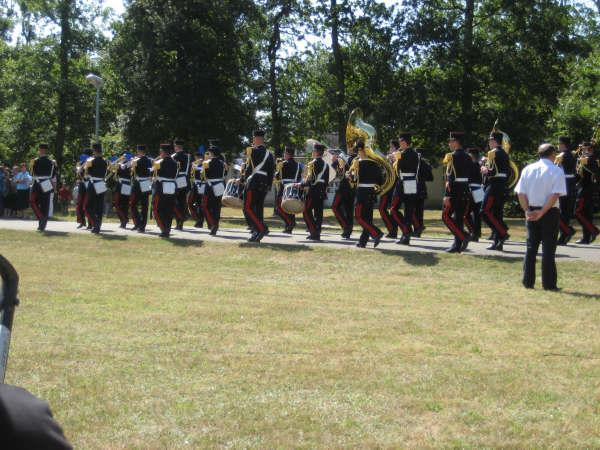
Musique des troupes de marine.
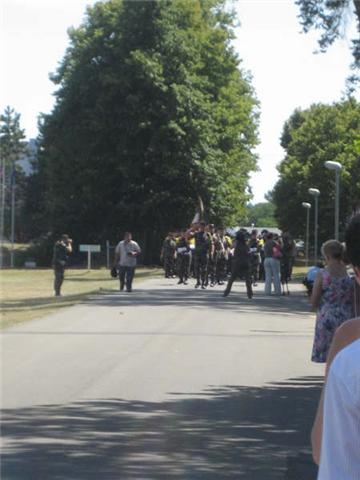
Défilé des compagnies du 2e de marine devant le nouveau et l'ancien chef de corps.
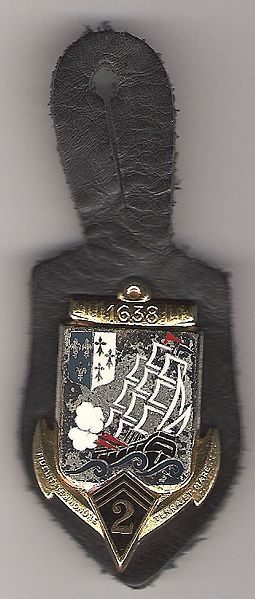
Insigne du 2e régiment d'infanterie de marine.
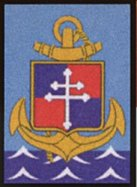
Insigne de la 9e B.L.B.Ma.
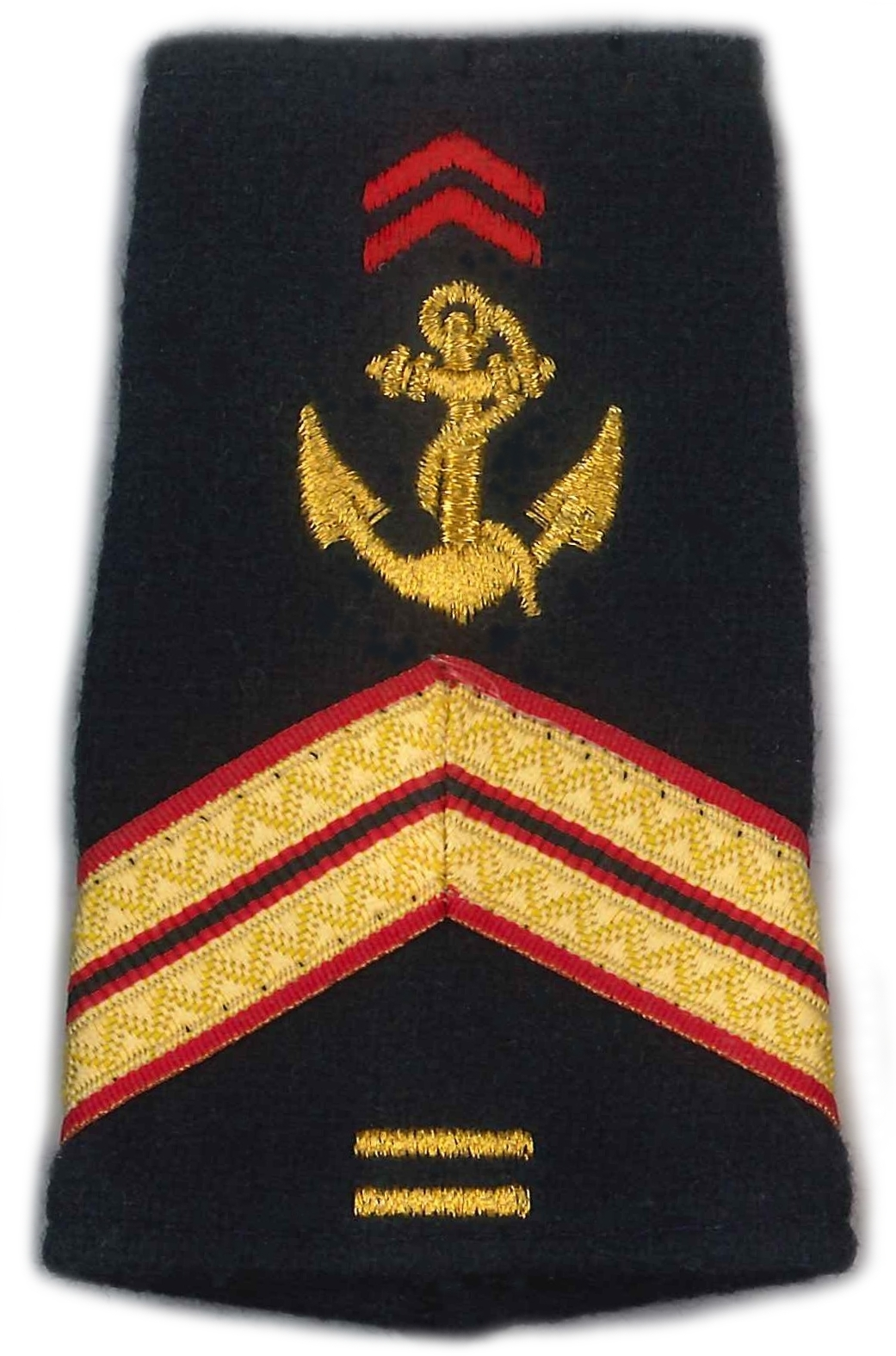
Fourreau d'épaule de Sergent des troupes de marine.

## Devise
"Fidelitate et honore, terra et mare".
"Fidélité et honneur sur terre et sur mer".

## Insigne
Ecu à un navire et un petit écu bleu et blanc fleurdelisé, le tout sur une ancre avec l'inscription en haut "1638" puis en bas la devise "Fidelitate et honore, terra et mare", broché d’un écusson en pointe. Drago co10022150.
« D’argent à une frégate tirant sa bordée, adextrée en chef d’un écusson parti d’azur et de blanc à 6 fleurs de lys du champ, celles à senestre mal ordonnées. L’écu posé sur l’ancre de Marine d’or timbrée à la date « 1638 » sur la trabe et un écusson militaire de sable au chiffre « 2 » surmonté de trois soutaches brochant sur le diamant »
L'insigne du 2e régiment d'infanterie coloniale, créé peu après la fin de la Seconde Guerre mondiale, reprend l'animal symbole de la 2e brigade française libre, le Bélut. Blanc, il est positionné sur une ancre de marine d'or chargée d'une croix de Lorraine rouge. Toutefois, le Bélut du 2e RIC n'est pas identique à celui d'origine car il manque la boussole présente sur le dos de l'animal à la 2e BFL.

## Batailles inscrites sur le drapeau
Il porte, cousues en lettres d'or dans ses plis, les inscriptions suivantes
- Bomarsund 1854

- Puebla 1863
- Bazeilles 1870
- Tuyen-Quan 1885 - Tuyen-Quan 1885
- La Marne 1914
- Champagne 1915
- La Somme 1916
- L'Aisne-Verdun 1917
- Kub Kub 1941 - Kub Kub 1941
- El Alamein 1942
- Takrouna 1943 - Takrouna 1943

Drapeau du 2e régiment d'infanterie de marine.

- Ponté Corvo 1944 - Ponté corvo 1944
- Toulon 1944
- Colmar 1945
- Indochine 1947-1954
- AFN 1952-1962[13]

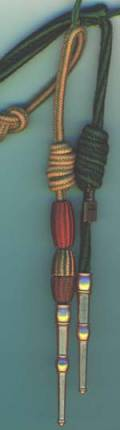
Fourragère aux couleurs de la Médaille militaire avec olives 1914-1918 et 1939-1945 et celle aux couleurs de l'Ordre de la Libération

Les faits d'armes inscrits en noir sont ceux retirés du drapeau, le nombre maximum pouvant figurer étant limité (le drapeau réglementaire mesure 90 × 90 cm). Le drapeau du 2e RIMa est celui qui porte le plus grand nombre de noms de faits d'armes de l'armée française "15 noms de fait d'armes" ainsi que l'inscription A.F.N.

## Décorations
Les personnels du régiment sont autorisés à porter :
- La fourragère aux couleurs du ruban de la Médaille militaire reçu le 25 décembre 1919 avec olive 1914-1918 et (olive 1939-1945 reçu le 18 septembre 1946).

- La fourragère aux couleurs du ruban de la croix de l'Ordre de la Libération depuis le 18 juin 1996.
- La fourragère aux couleurs du ruban de la Croix de Guerre des Théâtres d’Opérations Extérieures depuis le 5 août 2016.

Le régiment conserve les traditions d'une des brigades de la 1re Division française libre (DFL).
Son drapeau est décoré de la croix de la Légion d'honneur, de la croix de la libération, de la Croix de guerre 1914-1918 avec 4 palmes, de la Croix de guerre 1939-1945 avec 2 palmes et de la Croix de guerre des TOE avec 1 palme et une étoile de bronze et le Régiment a été fait Compagnon de la Libération. Voir la liste des compagnons de la Libération.
Le drapeau du régiment a reçu sur sa soie le 5 décembre 2004 le nom "AFN 1952-1962" .
Le drapeau a également été décoré de la Croix de la Valeur militaire avec une palme le 10 avril 2012, au titre de l'opération Pamir en Afghanistan en 2011et une seconde en juillet 2025 au titre de l'opération SERVAL au Mali en 2013.
Le vendredi 5 août 2016, le drapeau a également été décoré de la Croix de Guerre des Théâtres d’Opérations Extérieures avec deux palmes et barrette gravée « BM/2e RIC » ainsi que de la fourragère aux couleurs du ruban de la Croix de Guerre des Théâtres d’Opérations Extérieures.

## Traditions

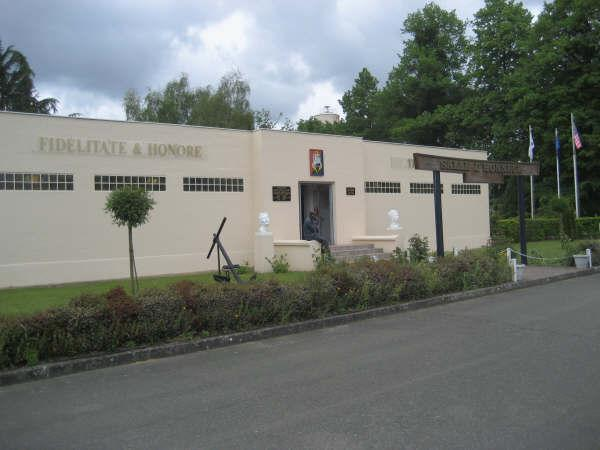
Salle d'honneur du 2e de marine.

La salle d'honneur du 2e RIMa renferme des objets retraçant l'histoire du régiment depuis sa création à aujourd'hui. Un projet d'agrandissement a été lancé en 2023.
La fête des troupes de marine
- Elle est célébrée à l'occasion de l'anniversaire des combats de Bazeilles. Ce village qui a été 4 fois repris et abandonné sur ordres, les 31 août et le 1er septembre 1870.

Et au Nom de Dieu, vive la coloniale
- Les Marsouins et les Bigors ont pour saint patron Dieu lui-même. Ce cri de guerre termine les cérémonies intimes qui font partie de la vie des régiments. Son origine est une action de grâce du Révérend Père Charles de Foucauld, missionnaire, voyant arriver à son secours les unités coloniales un jour où il était en difficulté avec une tribu locale.

## Personnalités ayant servi au2eRIMA
Une des composantes historiques du régiment, le 2e Régiment d'Infanterie Coloniale, a été décoré de la Croix de la Libération. Le 2e RIC a compté dans ses rangs 29 officiers, sous-officiers et hommes de troupe  faits Compagnons de la Libération à titre individuel parmi lesquels 8 sont morts pour la France
Compagnons Morts pour la France au sein du 2e RIC
- Roland Alibert de Falconnet (1917-1944)[17]
- Louis Dupuis (1921-1944), Mort pour la France le 20 août 1944 à Hyères
- Yves Hervé (1909-1944), Mort pour la France le 17 mai 1944 à San Giorgio a Liri
- Xavier Langlois (1911-1944), Mort pour la France le 23 novembre 1944 à Giromagny
- Henri Magny (1910-1944)[17]
- Charles Rossignol (1920-1944), Mort pour la France le 22 septembre 1944 à Granges-la-Ville

Autres Compagnons
- Henri Amiel (1907-1976), général de brigade
- Valentin Béhélo (1901-1987), martiniquais, membre du Conseil de l'Ordre de la Libération[17]
- Émile Bouthemy (1918-1993)
- René Crocq (1920-1989)
- Michel Cruger (1915-1979), polonais, naturalisé en 1948
- Nicolas de Glos (1911-1976), jésuite
- Georges Hugo (1915-1984), général de brigade
- Corentin Prigent (1919-1941)
- Claude Le Hénaff (1922-1995), général de Corps d'Armée
- Joseph Léonard (1912-1999), belge, naturalisé en 1946, professeur de mathématiques
- Stanislas Mangin (1917-1986), conseiller d'état
- René Quantin (1910-1944), Mort pour la France le 10 août 1944 à Mézières-sous-Ballon
- Jean-Gabriel Revault d'Allonnes (1914-1994), général de Corps d'Armée, Expert auprès des Nations-Unies
- Lucien Thuilliez (1915-1980)
- Daniel Vigneux (1912-1946)
- Nicolas Wyrouboff (1915-2009), russe, naturalisé en 1946

Autres personnalités liées au 2e RIMa
- Joseph Aymerich (1858-1937), lieutenant et capitaine en 1887-1888
- Joseph Gallieni (1849-1916), lieutenant en 1873 (fait Maréchal de France en 1921)
- Henry Le Bris (1886-1962) officier général et gouverneur d'Annam (1947-1949)
- Domparsio Nicolaï (1814-1887) alors lieutenant
- Michel Onfray (1959-), service militaire au camp d'Auvours
- Maurice Papon (1910-2007), sous-lieutenant en 1939 (rapatrié pour raisons de santé)
- Philippe de Villiers (1949-), sous-lieutenant

## Le régiment aujourd'hui

### Subordinations
Le régiment est subordonné à la 9e brigade d'infanterie de marine de la 1re division.

### Composition
Le 2 est composé de :
- 1re compagnie de combat (les chameaux) devise : "sobres, rustiques et disciplinés".
- 2e compagnie de combat (les boucs) devise : "nihil obstat" ("rien ne l'arrête".)
- 3e compagnie de combat (les scorpions) devise : "in cauda venenum" ("dans la queue le venin").
- 4e compagnie de combat (les cèdres) devise : "en vert et contre tous".
- 6e compagnie de réserve (les taureaux) devise : "famulus et fortis" ("Servir et Fort").
- 12e compagnie de réserve (les léopards) devise : "per angusta ad augusta" ("à travers la difficulté vers la grandeur").
- Compagnie d'éclairage et d'appui (les dragons) devise : "primi ad ignem" ("premiers au feu").
- Compagnie de commandement et de logistique (Atlas) devise : "une pour tous".
- la 11e compagnie : la compagnie d'instruction qui a été recréée en août 2024.

La 5e compagnie de combat (les éléphants) créé le 8 avril 2016 dans le cadre du format de l'Armée de Terre "au contact" a été dissoute le 4 juillet 2022. Sa devise : "Patience"

### Réserve
- Le 2e RIMa dispose d'une composante de réserve importante avec deux unités d'intervention et un complément individuel de réserve. Leurs effectifs s'élèvaient à 230 personnels au 1er janvier 2008. L'effectif en 2025 est d'environ 300.

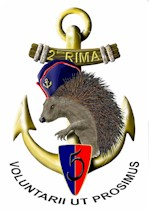
5e compagnie de réserve (01/09/98) - devise : "Volontarii ut prosimus". Qui est devenue une compagnie d'active en 2016.
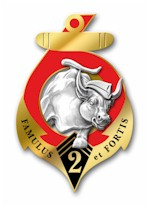
6e compagnie (01/09/04) - devise : "Famulus et fortis".
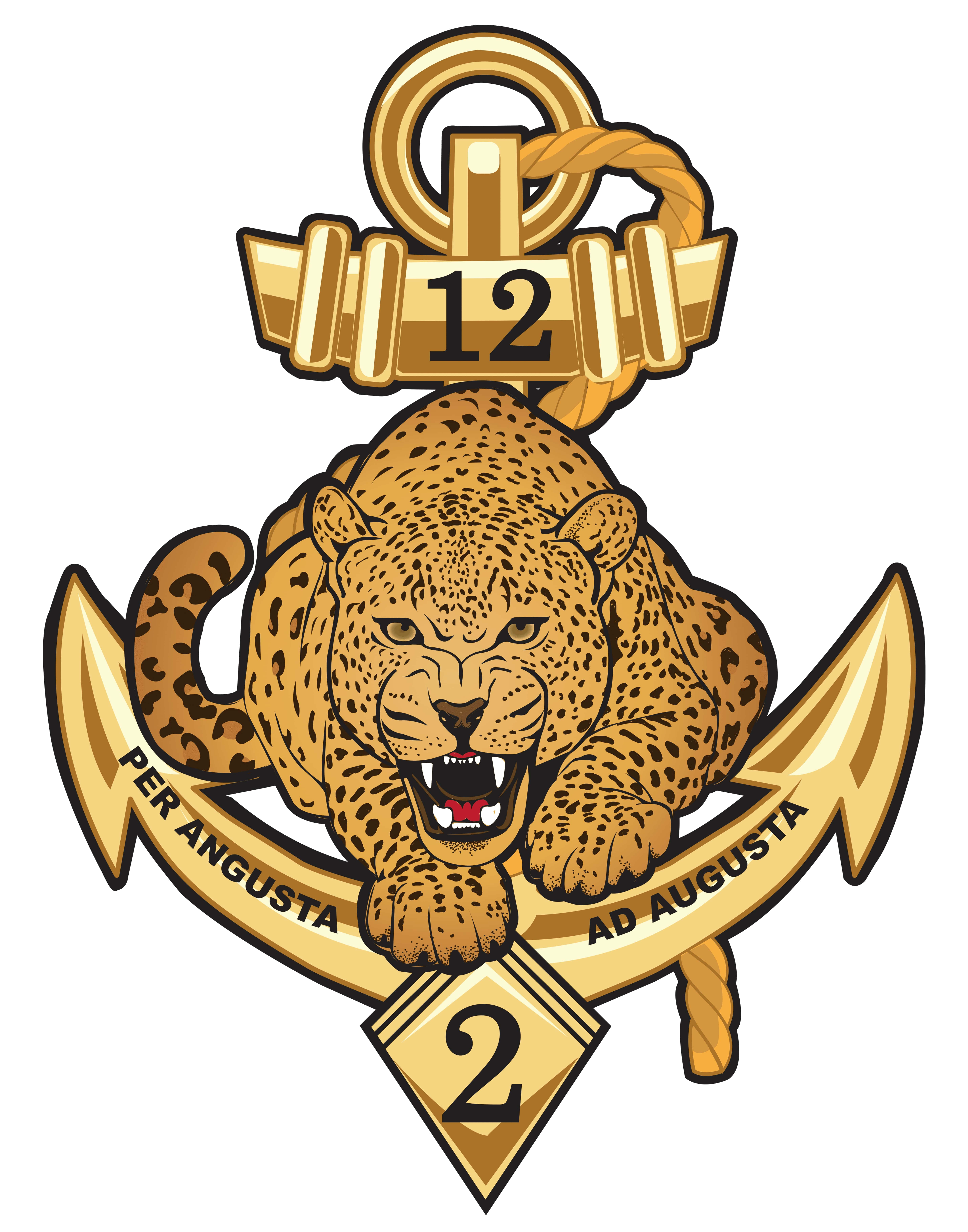
12e compagnie (10/11/2017) - Devise : "Per Angusta Ad Angusta"

2012 : dissolution de la 6e compagnie de réserve, le personnel de cette compagnie rejoint la 5e compagnie de réserve.
2016 : à la suite de l'activation dans l'active de la 5e Compagnie, la 6e compagnie de réserve est recréée (09/04/16).
2017 : le 10 novembre 2017, une deuxième compagnie de réserve est recréée, la 12e Compagnie. Les Léopards de la 12ème Compagnie ont la spécificité d'être stationnés à Alençon, dans l'Orne.

### Matériels

#### Véhicules
- Véhicule blindé de combat d'infanterie (29 perçus en juin 2014[18]et reversés en 2023 au profit des véhicules GRIFFON)
- Camions TRM 2000 et TRM 4000 Renault,
- Véhicules blindés légers (VBL).
- Véhicules de l'avant blindés (VAB),
- GRIFFON depuis décembre 2022
- SERVAL depuis 2024 au profit de la Section Mortier Lourd

#### Armement
- Fusils Famas,
- Missile Milan,
- Lance-roquettes anti-char Apilas,
- Canons de 20 mm,
- Fusil FR-F2
- Fusil PGM de calibre 12,7,
- Missile Eryx,
- Mortiers de 81 mm LLR,
- Mitrailleuse légère FN Minimi de calibre 5,56,
- Lance-grenades individuel
- Hk416
- Hk417
- At4CS
- Mitrailleuse lourde 12,7 mm
- Mitrailleuse Mag58 7,62 mm
- Glock 17
- Mortier 120 mm

### Stationnement
2e RIMa Caserne Martin des Pallières

C90061
Champagne 72470
Téléphone : 02 43 54 62 33

## Lieux de mémoire
- Remiencourt (Somme) : une plaque portant cette dédicace :

« Aux combattants de la 4e D.I.C. Marsouins, Bigors et Tirailleurs Sénégalais morts pour la France et au 2e R.I.C. Défenseur de Remiencourt 7 juin 1940 »

## Sources et bibliographie
- Yohann Douady, Bruno Héluin, D'une guerre à l'autre : de la Côte d'Ivoire à l'Afghanistan avec le 2e RIMa, Nimrod, 15 octobre 2012,  (ISBN 978-2915243505)
- Erwan Bergot, La coloniale du Rif au Tchad 1925-1980, imprimé en France : décembre 1982, n° d'éditeur 7576, n° d'imprimeur 31129, sur les presses de l'imprimerie Hérissey.
- Unités décorées dans leur garnison. Outre les douze unités décorées, vingt-quatre unités recevront la Croix de la valeur militaire ultérieurement. Le 2e R.I.Ma page 22.
- Historique du 2e régiment d'infanterie coloniale Édition Chapelot